# Salvator Kaçaj
Salvator Kaçaj (Lezhë, 23 ottobre 1967) è un ex calciatore albanese, di ruolo centrocampista.

## Carriera

### Nazionale
Ha collezionato 18 presenze ed un gol con la nazionale albanese.

## Statistiche

### Presenze e reti nei club
Statistiche aggiornate al 25 maggio 2005.
| Stagione          | Squadra            | Campionato        | Campionato | Campionato | Coppe nazionali | Coppe nazionali | Coppe nazionali | Coppe continentali | Coppe continentali | Coppe continentali | Altre coppe | Altre coppe | Altre coppe | Totale | Totale |
| Stagione          | Squadra            | Comp              | Pres       | Reti       | Comp            | Pres            | Reti            | Comp               | Pres               | Reti               | Comp        | Pres        | Reti        | Pres   | Reti   |
| ----------------- | ------------------ | ----------------- | ---------- | ---------- | --------------- | --------------- | --------------- | ------------------ | ------------------ | ------------------ | ----------- | ----------- | ----------- | ------ | ------ |
| 1991-1992         | Kallithea          | GE                | 0          | 0          | CG              | 0               | 0               | -                  | -                  | -                  | -           | -           | -           | 0      | 0      |
| 1992-1993         | Athīnaïkos         | AE                | 25         | 3          | CG              | 0               | 0               | -                  | -                  | -                  | -           | -           | -           | 25     | 3      |
| 1993-1994         | Athīnaïkos         | AE                | 28         | 2          | CG              | 0               | 0               | -                  | -                  | -                  | -           | -           | -           | 28     | 2      |
| Totale Athīnaïkos | Totale Athīnaïkos  | Totale Athīnaïkos | 53         | 5          |                 | 0               | 0               |                    | -                  | -                  |             | -           | -           | 53     | 5      |
| 1994-1995         | Olympiakos Nicosia | AK                | 28         | 4          | CC              | 0               | 0               | -                  | -                  | -                  | -           | -           | -           | 28     | 4      |
| 1995-1996         | Omonia             | AK                | 0          | 0          | CC              | 0               | 0               | -                  | -                  | -                  | -           | -           | -           | 0      | 0      |
| 1996-1997         | Omonia             | AK                | 18         | 1          | CC              | 0               | 0               | -                  | -                  | -                  | -           | -           | -           | 18     | 1      |
| Totale Omonia     | Totale Omonia      | Totale Omonia     | 18         | 1          |                 | 0               | 0               |                    | -                  | -                  |             | -           | -           | 18     | 1      |
| 1997-gen. 1998    | Levadeiakos        | BE                | 0          | 0          | CG              | 0               | 0               | -                  | -                  | -                  | -           | -           | -           | 0      | 0      |
| gen.-giu. 1998    | Delémont           | B                 | 2          | 0          | CS              | 0               | 0               | -                  | -                  | -                  | -           | -           | -           | 2      | 0      |
| 1998-1999         | Vllaznia           | KS                | 3          | 1          | CA              | 0               | 0               | UCL                | 2                  | 0                  | -           | -           | -           | 5      | 1      |
| 1999-2000         | Vllaznia           | KS                | 8          | 0          | CA              | 0               | 0               | -                  | -                  | -                  | -           | -           | -           | 8      | 0      |
| Totale Vllaznia   | Totale Vllaznia    | Totale Vllaznia   | 11         | 1          |                 | 0               | 0               |                    | 2                  | 0                  |             | -           | -           | 13     | 1      |
| Totale carriera   | Totale carriera    | Totale carriera   | 112        | 11         |                 | 0               | 0               |                    | 2                  | 0                  |             | -           | -           | 114    | 11     |